# 배문중학교
배문중학교(培文中學校)는 대한민국 서울특별시 용산구 서계동에 있는 사립 중학교이다.

## 학교 연혁
- 1952년 3월 20일 : 수도영수학원 설립 인가
- 1954년 5월 22일 : 재단법인 배문학원 설립(설립자 성산 조서희 선생, 문보 제747호)
- 1954년 5월 22일 : 배문중·고 합동 개교(서울특별시 중구 을지로 2가 195-1)
- 1955년 3월 7일 : 배문중 설립 인가 (주간 3학급, 야간 3학급) (문보 제41호)
- 1955년 3월 7일 : 초대 교장(설립자) 조서희 선생 취임
- 1955년 3월 12일 : 제1회 졸업식(30명)
- 1955년 5월 22일 : 교지 매입(서울특별시 서대문구 만리동 2가 299-1, 대지 10,909m2)
- 1957년 4월 4일 : 배문중·고 교사 준공(2층, 연건평 1,800m2)
- 1957년 4월 5일 : 배문중·고 교사 이전(현 서울특별시 용산구 효창원로 258)
- 1958년 12월 15일 : 배문중·고 교사 증축(3층, 연건평 1,315m2)
- 1964년 8월 31일 : 교사 준공(신관6층, 연건평 2,380m2)
- 1968년 4월 1일 : 배문중·고 분리
- 1969년 5월 20일 : 교사 준공(5층, 연건평 4,038m2)
- 1971년 11월 30일 : 성산당 준공(연건평 793m2)
- 1972년 6월 15일 : 생활관 준공(연건평 397m2)
- 2002년 12월 13일 : 생활관 증축(4층, 43.78평)
- 2006년 12월 14일 : 학원 분리(학교법인 성산학원, 학교법인 배문학원)
- 2014년 3월 1일 : 제6대 이사장 조하수 선생 취임
- 2023년 2월 10일 : 제69회 졸업식(총 졸업생수 26,329명)
- 2023년 3월 1일 : 제20대 교장 신훈철 선생 취임
- 2023년 3월 2일 : 입학식(신입생 65명)

## 참고 자료
- 배문중학교 - 한국교육학술정보원 학교알리미